# TVE
Televisión Española (TVE) (укр. Іспанське Телебачення) це національна державна телекомпанія Іспанії. TVE фінансується національним урядом Іспанії та належить корпорації RTVE.

## Канали
TVE почала трансляцію 28 жовтня 1956 року. Другий канал державного іспанського телебачення з'явився в ефірі  15 листопада 1966, зараз два телеканали відомі як La Primera (TVE1) та La 2 (TVE2).
До 80-тих, вони були єдиними телеканалами в Іспанії. Після появи приватних телеканалів, вони втратили глядачів, але й досі мають гарний рейтинг завдяки своїм програмам новин, таким як наприклад Telediario (Теле щоденник).

## Інші телеканали
- Canal 24 Horas: цілодобовий канал новин, що розпочав трансляцію 15 вересня 1997 року
- Canal Clásico: Класична музика
- Clan TVE: Дитячий канал, раніше виходив в ефір разом з каналом TVE 50 Años; тепер це цілодобовий канал.
- Docu TVE (раніше Grandes Documentales Hispavisión): Документальний канал
- Teledeporte: Спорт
- TVE 50 Años (раніше Canal Nostalgia): архівні матеріали, перейменований до 50 річниці TVE в 2006 році. До  1 січня 2007 року транслювався разом з каналом Clan TVE.

TVE також має міжнародну версію каналу (TVE Internacional), яку вона транслює через сателіти.